# CHFD-DT
CHFD-DT (mieux connu sous le nom de Global Thunder Bay) est une station de télévision ontarienne de langue anglaise située à Thunder Bay, détenue par Dougall Media et affiliée au réseau Global.
Dougall Media opère aussi la station CKPR-DT (en) affiliée au réseau CTV.

## Histoire
La chaîne est lancée en 1972 et affiliée au réseau CTV, opérée en tant que station-sœur de CKPR-TV, alors affiliée au réseau CBC depuis 1954. CHFD-TV diffuse aussi quelques émissions du réseau Global, en absence de station locale dans la région.
En février 2010, à la veille des Jeux olympiques d'hiver de 2010 à Vancouver dont CTV ont obtenu les droits de diffusion, Dougall Media est dans l'impasse afin de renouveler son contrat d'affiliation avec CTV, et s'affilie avec Global.
De son côté, le réseau CBC ne renouvelle pas les contrats de ses affiliés indépendants. CKPR-DT devient donc affilié au réseau CTV le 1er septembre 2014.